# فويتشخ بافووفسكي
فويتشخ بافووفسكي (بالبولندية: Wojciech Pawłowski)‏ هو لاعب كرة قدم بولندي في مركز حراسة المرمى، ولد في 18 يناير 1993 في كشالين في بولندا. شارك مع منتخب بولندا تحت 19 سنة لكرة القدم ومنتخب بولندا تحت 20 سنة لكرة القدم. أما مع النوادي، فقد لعب مع شلوسك فروتسلاو وليخيا غدانسك ونادي أودينيزي.

## وصلات خارجية
- فويتشخ بافووفسكي على موقع الاتحاد الأوربي (الإنجليزية)
- فويتشخ بافووفسكي على موقع قاعدة بيانات كرة القدم.إي يو (الإنجليزية)
- فويتشخ بافووفسكي على موقع Soccerbase.com (لاعب) (الإنجليزية)
- فويتشخ بافووفسكي على موقع Soccerway.com (الإنجليزية)
- فويتشخ بافووفسكي على موقع AS.com (الإسبانية)